# Biomasse (énergie)
Pour les articles homonymes, voir Biomasse.

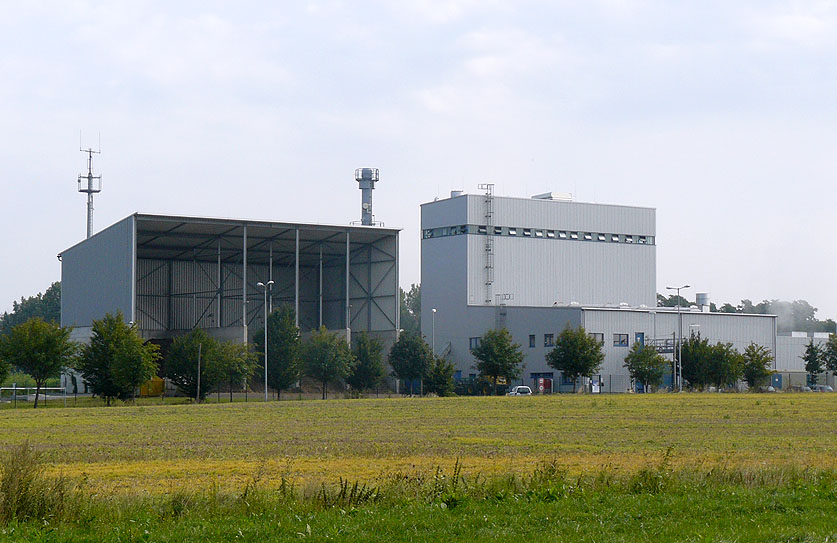
Unité de valorisation énergétique de la biomasse (Allemagne).

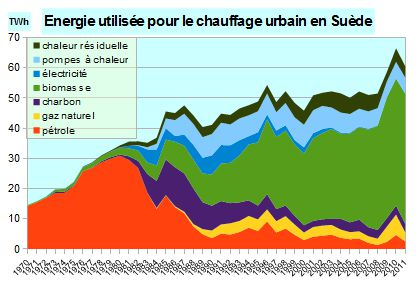
En Suède, pays froid, peu peuplé et très boisé, la biomasse est devenue la première source de chaleur urbaine (Source : Agence suédoise de l'énergie).

Dans le domaine de l'énergie, la biomasse est la matière organique d'origine végétale (microalgues incluses), animale, bactérienne ou fongique (champignons), utilisable comme source d'énergie (bioénergie). Cette énergie peut en être extraite par combustion directe, comme pour le bois énergie, ou par combustion après un processus de transformation de la matière première, par exemple la méthanisation (biogaz, ou sa version épurée le biométhane) ou d'autres transformations chimiques (dont la pyrolyse, la carbonisation hydrothermale et les méthodes de production de biocarburants ou « agrocarburants »). Trois modes de valorisations de la biomasse existent : thermique, chimique et biochimique.
La biomasse intéresse à nouveau les pays riches, confrontés au changement climatique et à la perspective d'une crise des ressources en hydrocarbures fossiles ou uranium.
Sous certaines conditions, elle répond à des enjeux de développement durable et d'économie circulaire ; en se substituant aux énergies fossiles pour réduire les émissions globales de gaz à effet de serre, en restaurant aussi parfois certains puits de carbone (semi-naturels dans le cas des boisements et haies exploités). En quelques décennies des filières nouvelles sont apparues : biocarburants, granulés de bois, méthanisation industrielle, créant des tensions sur certaines ressources, avec de nouveaux risques de surexploitation de la ressource et de remplacement de cultures vivrières par des cultures énergétiques. En France, une stratégie nationale de mobilisation de la biomasse (2018) vise à augmenter la quantité de biomasse collectée, en créant le moins possible d'effets collatéraux négatifs sur la biodiversité, les paysages et d'autres filières dépendantes de la même ressource.
En 2022, selon l'Agence internationale de l'énergie, la biomasse fournissait 8,8 % de l'énergie primaire consommée dans le monde, 2,2 % de la production mondiale d'électricité et 3,5 % de l'énergie consommée par les transports. Selon un rapport de la Commission européenne, la bioénergie pourrait couvrir jusqu'à 13 % de la demande énergétique de l'UE.

## Définition
D'un point de vue énergétique, la biomasse représente toute masse vivante à partir de laquelle de l'énergie peut être obtenue par combustion ou fermentation. Le terme « biomasse » est apparu en 1966. Il est composé de masse avec le préfixe bio-, du grec ancien βίος / bíos, « vie ». L'énergie tirée directement de la biomasse est parfois aussi appelée « bioénergie » ; ce terme exclut ainsi les combustibles fossiles, également issus de la biomasse et transformés sur plusieurs milliers d'années.
La biomasse est considérée comme une énergie renouvelable tant que la quantité de matière utilisée est égale ou inférieure à la quantité qui peut être régénérée. La biomasse peut être séparée en deux catégories : traditionnelle et moderne. La biomasse traditionnelle englobe la combustion de bois énergie, d'excréments d'animaux et de charbon de bois, tandis que la biomasse moderne concerne des procédés technologiques tels que la production de granulés de bois ou de biocarburants.

## Histoire
C'est par le feu que l'Homme a d'abord utilisé de l'énergie de la biomasse, pour cuire et se chauffer ou s'éclairer (torche, lampe à huile) depuis plusieurs dizaines de milliers d'années.
Depuis le XVIIIe siècle, des machines à vapeur et des aérostats sont alimentés par du bois. À la fin du XIXe siècle, Rudolf Diesel, ingénieur thermicien, conçoit un moteur fonctionnant à l'huile végétale (et non au fioul) pour remplacer la machine à vapeur.
De récentes crises ont relancé l'intérêt pour la biomasse ; des gazogènes gazéifiant du bois ont équipé de nombreux véhicules quand le pétrole a manqué durant les deux guerres mondiales. Les deux dernières grandes crises pétrolières ont relancé l'usage du bois de chauffage, voire de la tourbe (en Irlande par exemple). Depuis le sommet de la terre de Rio, l'objectif de développement durable, puis avec Kyoto celui de lutter contre le changement climatique entretiennent ou renouvellent cet intérêt. En 2015, selon la FAO, 53 % du bois coupé dans le monde l'était pour le chauffage et la cuisson. De manière plus détaillée, ce taux était de 8 % en Amérique du Nord, 21 % en Europe, 53 % en Amérique du Sud, 77 % en Asie et 90 % en Afrique.
La biomasse est parfois utilisée en « co-combustion » (ex. : déchets d'huileries mélangés à du charbon bitumineux).
Prospective : l'INRA a annoncé en octobre 2014 avoir mis au point et breveté une « voie sèche » de préparation par fractionnement de la biomasse lignocellulosique de type paille de blé et paille de riz. La matière est finement broyée puis un tri électrostatique la prépare pour la rendre plus accessible aux enzymes ou pour la valoriser en sous forme de lignine-hémicelluloses et/ou de minéraux. La méthode est applicable au bois/ligneux et aux sous-produits agricoles, aux cultures ligno-cellulosiques dédiée, qui pourrait servir à produire des agrocarburants, des molécules et matériaux biosourcés. Cette invention a été présentée dans deux revues scientifiques et techniques (Biotechnology for Biofuels et Green Chemistry). Cette méthode pourrait réduire les prétraitements chimiques polluants, consommateurs d'eau et générateurs d'effluents. L'exportation de ces pailles prive cependant le sol agricole d'une protection naturelle et d'une source de carbone.

## Matériaux et sources

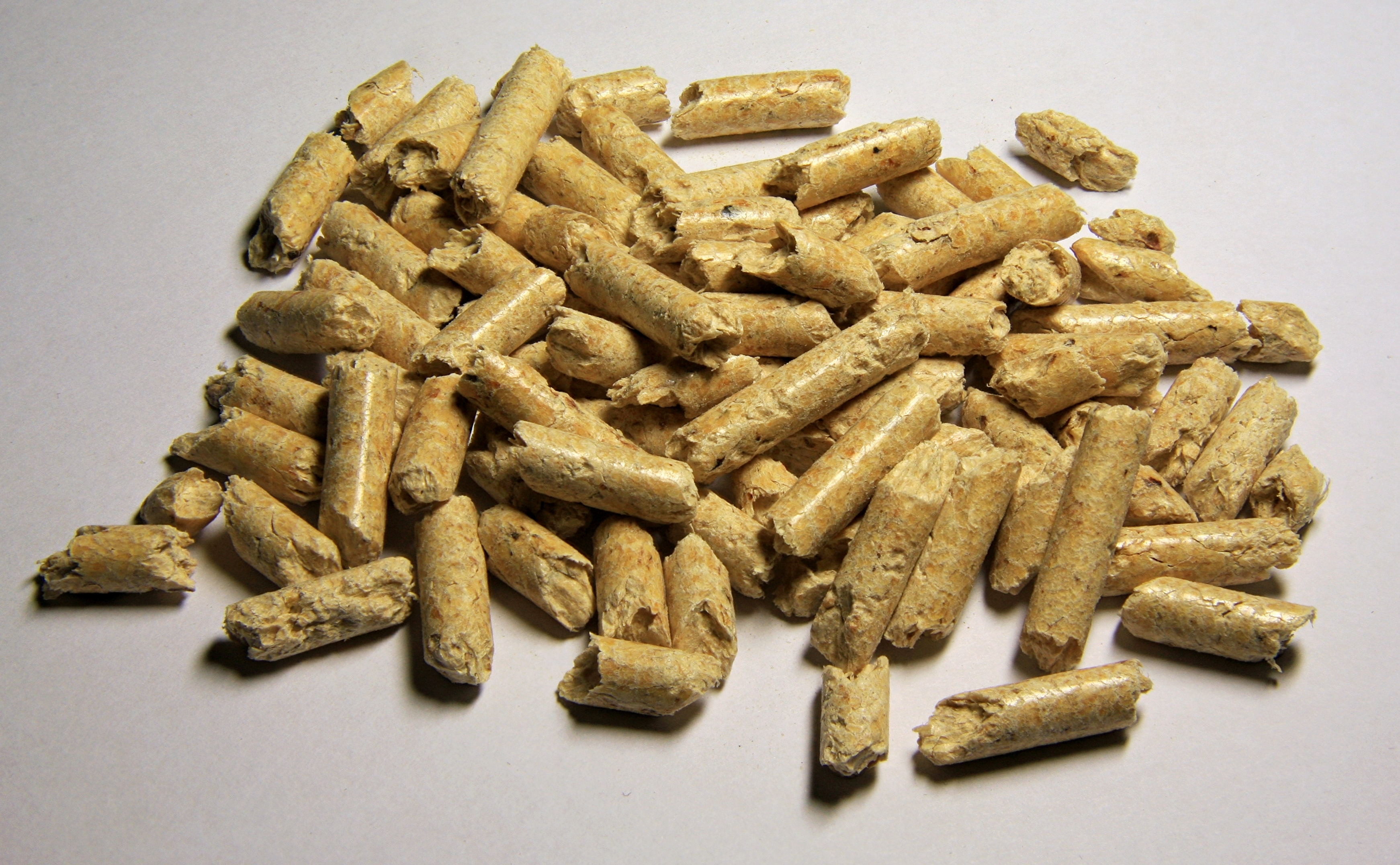
Un tas de granulés de bois.

Il existe trois types de matériaux dont les dérivés se retrouvent dans les matières premières de la biomasse : les sucres et amidons, les celluloses et lignocelluloses et les lipides. Ces matières se retrouvent dans deux catégories de plantes : les plantes ligneuses et les non-ligneuses. La majorité de la biomasse utilisée pour la production d'énergie vient de forêts, de l'agriculture ou de déchets. En 2024 dans une étude menée à l'échelle de la France, Solagro estime que les ressources issues de l'agriculture représentent 60% du potentiel de biomasse énergétique, le bois issu de forêts ou hors forêts 20% et le reste (déchets et coproduits) 20 %, pour un potentiel total français de 100 mégatonnes de matière sèche par an (de l'ordre de 340 TWh). L'agroforesterie et l'utilisation d'algues sont deux sources émergentes de la biomasse.

### Forêts
Les forêts ont été les premières sources de biomasse et représentent la source la plus importante de bioénergie pour la cuisson et le chauffage domestique, notamment dans les pays en développement. Il existe cependant peu de forêts destinées à la production de bioénergie ; le bois énergie est dans la plupart des cas un sous-produit du bois d'œuvre. De ce fait, le bois utilisé comme biomasse est sous forme d'écorce ou de copeau. L'écorce a une densité énergétique plus élevée, mais elle contient de la silice et du potassium, ce qui diminue sa qualité de combustible. Les copeaux peuvent être utilisés comme combustibles ou être transformés en pellets.

### Agriculture
La biomasse issue de l'agriculture utilisée à des fins énergétiques représente généralement des résidus non-comestibles, mais elle peut également être cultivée spécialement afin d'en faire de la bioénergie. La culture du maïs peut ainsi être réservée à la consommation alimentaire ou à la production de biomasse.
Le bioéthanol est majoritairement issu de cultures destinées spécifiquement à sa production. Les cultures concernées sont celles de la canne à sucre, du maïs, des céréales, de la betterave sucrière, des pommes de terre, du sorghum et du manioc. Le biodiesel est quant à lui produit à partir de soja, palmiers à huile et Brassica napus.

### Déchets
Les déchets utilisés dans la biomasse concernent principalement les résidus de procédés industriels, les déchets solides et liquides issues de l'agriculture, comme le fumier, des déchets municipaux biodégradables tels que les déchets verts et le papier et des déchets issus de la construction tels que du bois.

## Types et méthodes de production

### Sous forme de chaleur
Pour un article plus général, voir Chauffage à biomasse.

#### Cas du bois

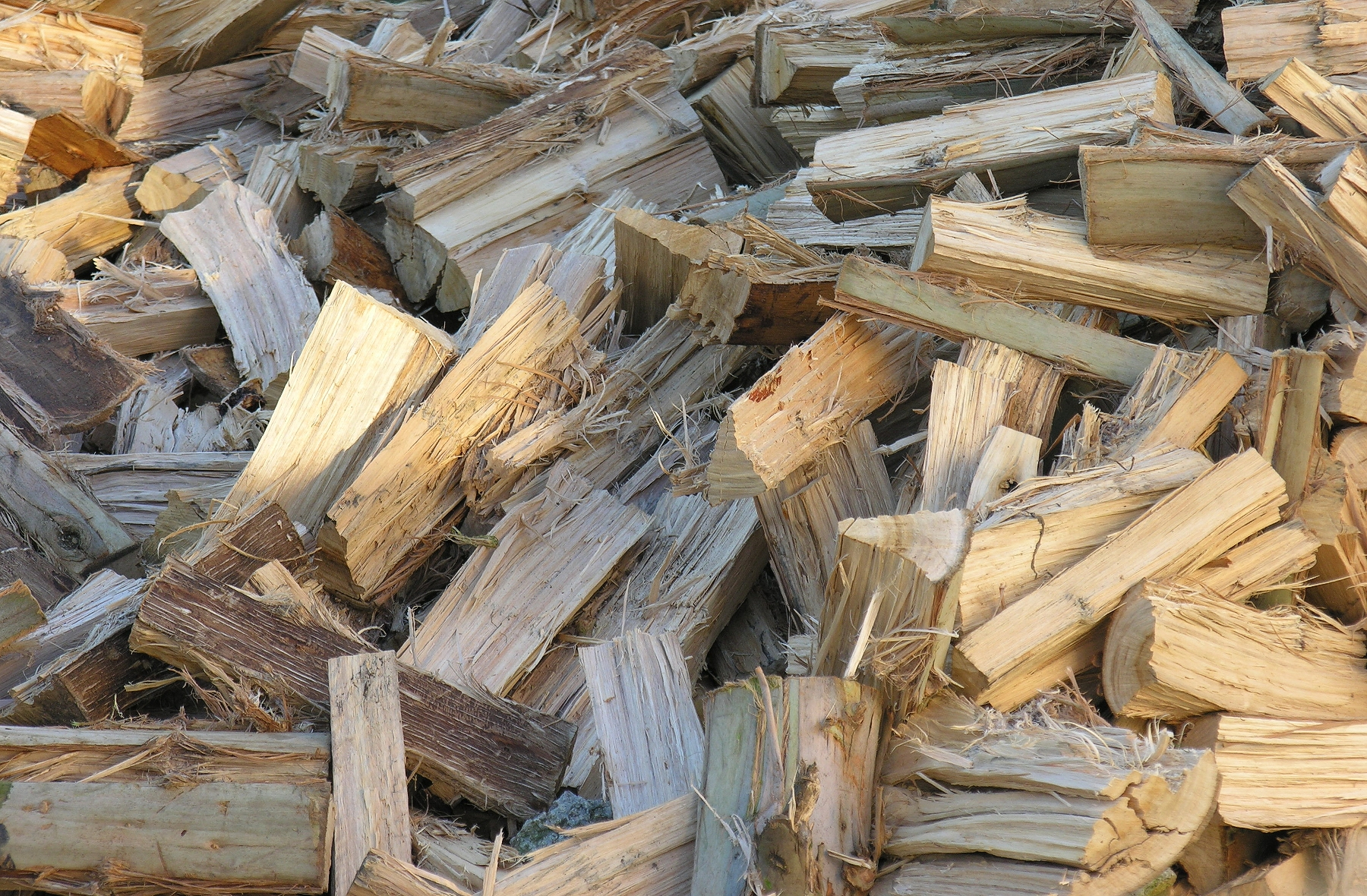
Bois sous forme de bûches pour chauffage. Le bois énergie est un type de bioénergie utilisant la biomasse.

L'énergie chimique du bois est libérée par combustion sous forme de chaleur utilisée pour le chauffage ou pour produire de l'électricité. Le bois de chauffage est utilisé à large échelle. La pyrolyse et la gazéification sont plus rares, et la carbonisation hydrothermale l'est encore plus. Les usines de pâte à papier fournissent une matière première pouvant produire en cogénération simultanément chaleur et électricité.
D'autres bioénergies découlent directement des déchets organiques, avec par exemple des déchets utilisés en cimenteries comme combustibles solides de substitution (CSS) pour économiser le pétrole.

#### Menaces et inconvénients
- Les coûts et impacts du transport pour amener le bois là où la ressource manque,
- Les risques de surexploitation et déforestation induites ou d'accaparement des terres pour y délocaliser une production de biocarburant pour les pays riches[14] (en Afrique, en 2010, 4,5 millions d’hectares de terres, l'équivalente du Danemark étaient en cours d'acquisition par des investisseurs étrangers pour y cultiver des agrocarburants, au détriment des cultures vivrières locales ou de la forêt[15]).
- Ce problème concerne aussi la combustion du bois dans les centrales électriques ; ainsi, la conversion de la centrale électrique de Drax (Royaume-Uni) à la biomasse est révélatrice de ce problème : son approvisionnement nécessite chaque année 13 millions de tonnes de bois soit, à elle seule, 120 % de la production totale de bois du Royaume-Uni. En quelques années, le Royaume-Uni a ainsi massivement augmenté ses importations de bois, notamment en provenance des États-Unis, alimentant une forte destruction des forêts naturelles de la côte Est[16],[17].
- Les problèmes de pollution atmosphérique induits par la combustion mal maîtrisée du bois, combustible solide (concerne notamment les anciens systèmes de chauffage non automatiques, particulièrement en zone d'habitat rapproché). L'utilisation de bois ou de charbon de bois dans des foyers mal conçus ou mal ventilés peut entraîner des problèmes de santé pour les habitants et riverains. 
 « Dans le contexte international de forte dépendance aux énergies quelles que soient leurs origines, comme le charbon, le pétrole et le nucléaire, l'énergie biomasse prend une place de plus en plus importante […] Bien que les énergies dites vertes soient une excellente solution parce qu’elles sont neutres dans le cycle du carbone, la biomasse engendre des problèmes d’émissions de particules. Les bioénergies sont donc vertes en CO2 mais peuvent être polluantes en dégradant la qualité de l’air »[18].
- Le bois étant plus émetteur d'oxydes d'azote (NOx) que les combustibles fossiles de type gaz naturel et fioul, le développement de la biomasse énergie, dans le cadre du développement des énergies renouvelables, « joue un rôle prépondérant par rapport aux autres énergies dans l’évolution des émissions de NOx »[19].

#### Stratégies de réduction de ces inconvénients
Plusieurs solutions évitant la combustion directe sont :
- la torréfaction de la biomasse. La biomasse torréfiée (aussi dénommée « Biocoal » ou « Biochar ») est allégée et brûle mieux et plus proprement. Elle peut servir à la production d’électricité et de chaleur (cogénération le cas échéant), au chauffage central...). Ce nouveau combustible offre de nouvelles perspectives aux énergies renouvelables. Plus précisément, en torréfiant la biomasse (bois par exemple) le PCI passe de 10-11 GJ/m3 à 18-20 GJ/m3 ce qui conduit à une économie de près de 50 % sur les coûts de transport. Une technologie émergente, encore plus performante en matière de bilan carbone et d'efficience énergétique est la carbonisation hydrothermale.
- la conversion du bois en gaz naturel de synthèse. Si les surfaces dévolues aux forêts restent constantes, proches des lieux d'utilisation, et si la quantité prélevée correspond chaque année à la croissance annuelle des arbres, alors le bois-énergie ne contribue pas à la déforestation et a peu d'impact sur l'effet de serre (Cf. le bilan carbone du bois énergie).
- un usage accru de combustibles à base de lignines (plutôt que de cellulose), mais leur valeur énergétique est très variable. Le miscanthus (ou herbe à éléphant) fait par exemple l'objet d'études, dont au Royaume-Uni, en Belgique[20] et aux États-Unis. Il a l'avantage d'un très bon rendement énergétique (proche de celui du charbon à poids égal) : proche de 10 kWh par mètre carré et par an.

### Par conversion biologique

#### Biogaz
On appelle biogaz les effluents gazeux, méthane essentiellement, issus de la fermentation de matières organiques contenues dans les décharges, les stations d'épuration des eaux ou des digesteurs construits à cet effet. Le méthane est un puissant gaz à effet de serre et sa captation est de toute façon hautement souhaitable. Il peut être considéré comme une ressource énergétique, souvent via sa combustion pour produire de la vapeur et de l'électricité ; son utilisation directe dans des moteurs à gaz pauvres peut aussi être envisagée. Le biogaz est un gaz combustible, composé en moyenne de méthane (CH4) à 60 % et de CO2 à 40 %.
En 2024, la méthanisation est pour l'instant la seule filière de valorisation de la biomasse permettant un double retour au sol de nutriments et de matière organique (par exemple via l'épandage des digestats).

### Sous forme de carburant: les biocarburants
Il y a deux familles de biocarburants :
- l'huile végétale brute, et les esters d'huiles végétales (colza...) ;
- l'éthanol, produit à partir de blé et de betterave, incorporable dans le super sans plomb sous forme d'Ethyl Tertio Butyl Ether (ETBE, voir bioéthanol).

En 2024, les filières de valorisation de la biomasse permettant de produire des carburants liquides (substitut diesel, fioul, kérosène...) sont : l'estérification et l'hydrogénation de déchets gras, la pyrolyse rapide, la liquéfaction hydrothermale, la pyrogazéification (méthanolation ou Fisher Tropsch), la fermentation et la méthanisation méthanolation.

## État des lieux

### Dans le monde
La biomasse énergie est utilisée depuis la préhistoire (maîtrise du feu). Elle reste la première énergie renouvelable utilisée dans le monde, pour le chauffage et la cuisson des plats de cuisine, mais essentiellement dans les pays peu industrialisés.
Selon l'Agence internationale de l'énergie, en 2022, la consommation mondiale de « biomasse et déchets » atteignait 54 483 PJ (pétajoules), soit 8,8 % de la consommation totale d'énergie primaire, contre 9,6 % en 1990 ; elle a progressé de 56 % en 32 ans. Sur ce total, 11,7 % sont utilisés pour la production d'électricité, 6,6 % pour la production combinée d'électricité et de chaleur (cogénération), 1,1 % pour les chaufferies des réseaux de chaleur, 7,2 % ont été transformés en carburants et 72,2 % ont été utilisés dans la consommation finale directe, en particulier 41,4 % par le secteur résidentiel (chauffage, cuisine), 19,6 % par l'industrie et 7,6 % par les transports (agrocarburants). La biomasse et les déchets couvrent 3,5 % de la consommation d'énergie des transports.
| Source | 1990   | part % | 2000   | part % | 2010   | part % | 2020   | part % | 2022   | part % | var. 2022/1990 | 2023  |
| Inde | 4 518  | 38,5 % | 5 266  | 30,1 % | 6 306  | 22,8 % | 8 216  | 22,4 % | 8 802  | 20,7 % | +95 %          |       |
| Chine | 8 393  | 22,7 % | 8 297  | 17,3 % | 5 585  | 5,2 %  | 5 095  | 3,5 %  | 5 358  | 3,4 %  | −36 %          |       |
| États-Unis | 2 607  | 3,3 %  | 3 067  | 3,2 %  | 3 740  | 4,0 %  | 4 052  | 4,8 %  | 4 311  | 4,7 %  | +65 %          | 3 949 |
| Brésil | 2 004  | 34,6 % | 1 961  | 25,4 % | 3 425  | 30,9 % | 4 090  | 34,3 % | 3 969  | 31,7 % | +98 %          | 4 291 |
| Éthiopie | 696    | 94,8 % | 975    | 95,0 % | 1 298  | 93,0 % | 1 664  | 87,5 % | 1 736  | 87,2 % | +149 %         |       |
| République démocratique du Congo | 419    | 84,7 % | 554    | 94,3 % | 781    | 93,6 % | 1 398  | 93,7 % | 1 557  | 93,2 % | +272 %         |       |
| Allemagne | 201    | 1,4 %  | 330    | 2,3 %  | 1 171  | 8,5 %  | 1 317  | 11,2 % | 1 382  | 12,1 % | +588 %         | 1 340 |
| Nigeria | 583    | 49,8 % | 720    | 49,7 % | 1 072  | 45,9 % | 1 280  | 44,1 % | 1 353  | 43,4 % | +132 %         |       |
| Pakistan | 786    | 43,6 % | 1 013  | 38,0 % | 1 276  | 35,6 % | 1 270  | 28,4 % | 1 286  | 26,8 % | +64 %          |       |
| Indonésie | 1 237  | 34,9 % | 875    | 16,5 % | 705    | 9,8 %  | 985    | 10,6 % | 1 182  | 10,8 % | -4 %           |       |
| Thaïlande | 625    | 35,2 % | 612    | 20,2 % | 947    | 19,3 % | 963    | 17,4 % | 961    | 17,6 % | +54 %          |       |
| France | 460    | 4,8 %  | 451    | 4,2 %  | 656    | 5,9 %  | 704    | 7,6 %  | 774    | 8,8 %  | +68 %          | 789   |
| Monde | 34 883 | 9,6 %  | 37 918 | 9,1 %  | 44 572 | 8,4 %  | 52 048 | 9,0 %  | 54 483 | 8,8 %  | +56 %          |       |
| Source des données : Agence internationale de l'énergie part % = part de la biomasse dans la consommation intérieure d'énergie primaire du pays. |        |        |        |        |        |        |        |        |        |        |                |       |

La biomasse (sans les déchets) assure 2,2 % de la production mondiale d'électricité en 2022 ; cette part était de 0,9 % en 1990 ; de 1990 à 2022, la production d'électricité à partir de biomasse a progressé de 468 %. Avec 28,3 % du total mondial, la Chine est le premier producteur d'électricité à partir de biomasse, devant le Brésil (8,6 %), les États-Unis (7,9 %), l'Allemagne (6,6 %) et l'Inde (6,1 %).
| Pays | 1990  | 2000  | 2010  | 2020  | 2021  | 2022  | % 2022 | % mix  | 2023 |
| Chine | -     | 2,4   | 24,8  | 132,7 | 163,8 | 181,8 | 28,3 % | 2,0 %  |      |
| Brésil | 3,9   | 7,8   | 31,5  | 58,7  | 55,7  | 55,0  | 8,6 %  | 8,1 %  | 57,2 |
| États-Unis | 71,0  | 47,8  | 52,4  | 53,1  | 52,4  | 50,4  | 7,9 %  | 1,1 %  | 44,6 |
| Allemagne | 0,4   | 2,5   | 29,2  | 45,1  | 43,3  | 42,6  | 6,6 %  | 7,3 %  | 39,8 |
| Inde | -     | 0,2   | 16,4  | 33,6  | 35,8  | 39,0  | 6,1 %  | 2,2 %  |      |
| Japon | 8,1   | 9,1   | 9,6   | 26,0  | 32,3  | 34,5  | 5,4 %  | 3,4 %  | 33,5 |
| Royaume-Uni | 0,5   | 3,1   | 10,7  | 35,3  | 35,6  | 31,2  | 4,9 %  | 9,6 %  | 29,0 |
| Indonésie | -     | 0,006 | 0,09  | 14,4  | 17,5  | 23,7  | 3,7 %  | 6,3 %  |      |
| Thaïlande | -     | 0,5   | 3,4   | 16,4  | 17,5  | 18,2  | 2,8 %  | 9,8 %  |      |
| Italie | 0,01  | 1,0   | 7,4   | 17,3  | 16,8  | 15,3  | 2,4 %  | 5,4 %  | 13,7 |
| Finlande | 5,2   | 8,5   | 10,7  | 11,1  | 13,0  | 12,2  | 1,9 %  | 13,5 % | 10,9 |
| Suède | 1,9   | 4,0   | 10,5  | 9,5   | 11,3  | 11,3  | 1,8 %  | 6,6 %  | 8,6  |
| Canada | 4,1   | 8,4   | 8,9   | 9,9   | 9,9   | 8,9   | 1,4 %  | 1,4 %  | 9,2  |
| France | 1,2   | 1,4   | 2,5   | 6,6   | 7,4   | 7,7   | 1,2 %  | 1,6 %  | 7,6  |
| Pologne | 0,06  | 0,2   | 6,3   | 8,2   | 7,7   | 7,3   | 1,1 %  | 4,7 %  | 7,8  |
| Monde | 105,7 | 113,1 | 275,5 | 572,9 | 625,0 | 641,9 | 100 %  | 2,2 %  |      |
| source : Agence internationale de l'énergie % mix = part de la biomasse dans la production d'électricité du pays. |       |       |       |       |       |       |        |        |      |

Selon l'Agence internationale de l'énergie, en 2060, la biomasse devrait couvrir près de 17 % de la consommation d'énergie finale contre 4,5 % en 2015. En 2016, les agrocarburants couvraient environ 4 % des besoins d'énergie du transport routier.

### En Europe
Avec 60 % en 2013, la biomasse-énergie est la première source d'énergie renouvelable, devant l'énergie hydraulique (17 %).
La Commission européenne a estimé que (si le changement climatique n'affecte pas négativement cette ressource) la bioénergie pourrait couvrir jusqu'à environ 13 % de la demande énergétique de l'UE (telle qu'elle était en 2018).
Selon une étude du cabinet conseil Material Economics publiée en juin 2021, l'Union européenne mise beaucoup trop sur ses forêts et les cultures végétales pour produire de l'énergie verte et atteindre la neutralité carbone en 2050. Pour atteindre les objectifs fixés par Bruxelles, il faudrait consacrer entre 350 000 et 400 000 km2 supplémentaires de terres à la production de biomasse d'origine végétale par des cultures énergétiques, soit une superficie équivalente à l'Allemagne tout entière ; il faudrait en plus prélever environ 340 millions de tonnes de bois par an dans les forêts, soit plus des trois-quarts de la croissance annuelle de tous les massifs européens. La biomasse est bien plus utile pour des usages matériels (construction, textile et chimie) que lorsqu'elle est brûlée ; l'utilisation de l'énergie tirée de la biomasse doit être « extrêmement sélective » et « concentrée sur quelques niches » : chauffage industriel, aviation et transport maritime.
Il existe en Europe :
- une association European Biomass Association (AEBIOM) et
- depuis 1996 une Association européenne des industries de la biomasse (European Biomass Industry Association, EUBIA), qui représente les forces du marché, les fournisseurs de technologie et les centres de connaissances, du secteur de la biomasse[29].

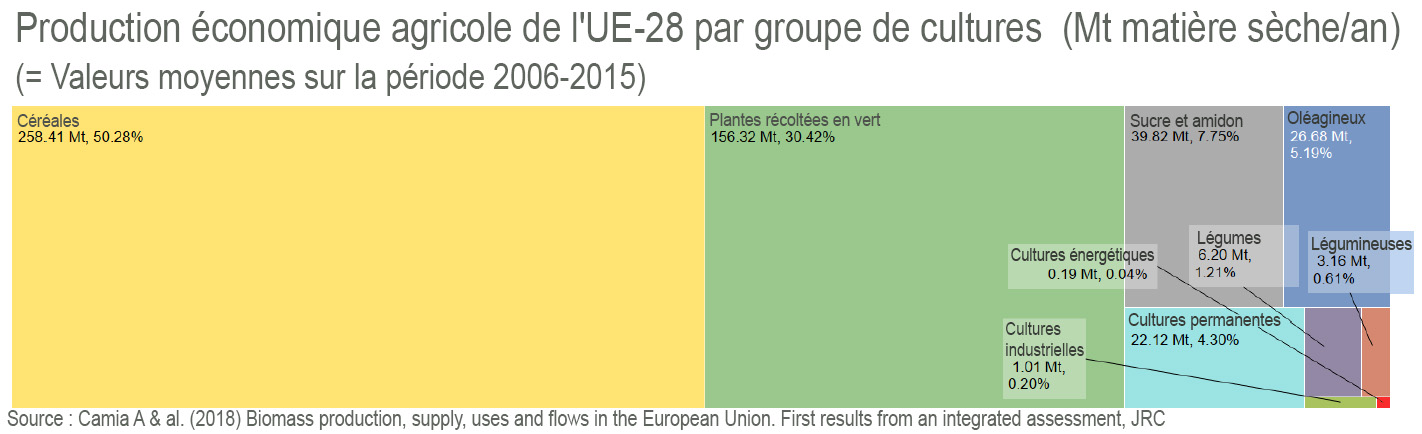
Ventilation de la production économique de l'UE-28 par groupe de cultures, exprimée en Mt de matière sèche par an. Valeurs moyennes sur la période de référence 2006-2015. Les cultures énergétiques sont le carré rouge en bas à droite.

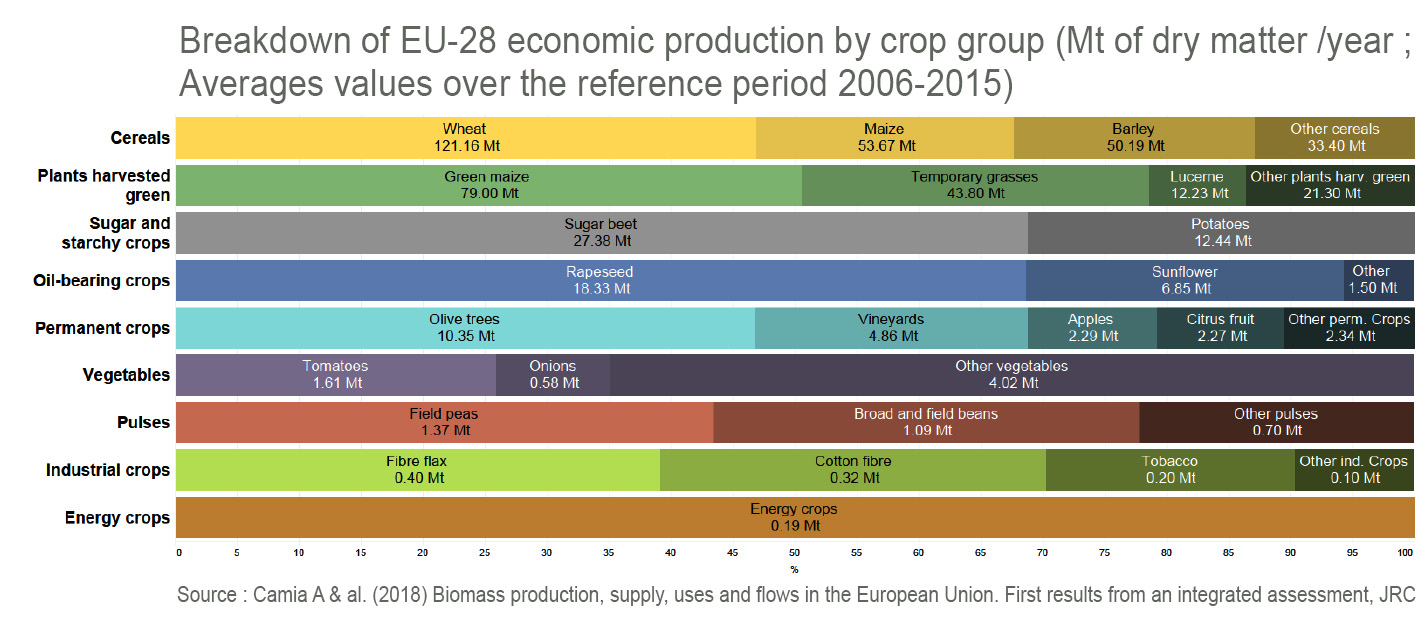
Ventilation de la production économique de l'UE-28 ; culture par culture, exprimée en Mt de matière sèche par an. Valeurs moyennes sur la période de référence 2006-2015 (cliquer pour agrandir).

## Limites et conditions de durabilité
L'énergie issue de la biomasse n'est renouvelable et durable qu'à certaines conditions :
- pas de surexploitation de la ressource ;
- pas de mise en péril de la fertilité des milieux qui la produisent (sol, zones humides, océans) ;
- pas d'impacts excessifs sur la biodiversité ;
- pas d'émissions de gaz à effet de serre ou destructrices de la couche d'ozone qui ne soient compensées.

À ces conditions, elle présente des avantages pour le développement local (ex : emplois non délocalisables pour les usages en filières locales, valorisation locale de déchets, etc.).
Mais elle peut aussi être polluante (CO, fumées, goudrons) si mal utilisée ou si la biomasse utilisée est polluée par des métaux lourds, métalloïdes toxiques, radionucléides, etc. (sachant que les ressources fossiles, en particulier profondes, sont également naturellement contaminées par des métaux (mercure notamment) et radionucléides, souvent plus que le bois). La biomasse énergie est notamment la première source de pollution de l'air par les particules fines en France. La production de bois peut aussi entrer en concurrence avec d'autres activités pour l'usage des ressources (terres arables, eau, etc.).
Comme dans le cas des ressources fossiles, il s'agit d'une forme de stockage de l'énergie solaire par l'intermédiaire du carbone, provenant originellement du CO2 capté par les plantes ou le phytoplancton. 
En brûlant, elle libère ce CO2, comme le charbon, le gaz ou le pétrole, mais avec une différence importante : ce carbone a récemment été extrait de l'atmosphère via la photosynthèse, et il peut - théoriquement - être à nouveau capté par des plantes, alors que ce processus a eu lieu il y a des millions d'années pour les ressources fossiles. Les plantes et algues marines ne suffisent cependant plus à absorber le carbone issu des hydrocarbures fossiles. Dans l'absolu, le bilan quantitatif CO2 d'une installation est nul quand toute l'énergie qu'il a fallu dépenser pour extraire du combustible de la biomasse provient elle aussi de la biomasse. En régime industriel établi, il est possible d'utiliser de la biomasse pour le fonctionnement de l'installation, en veillant à ne pas libérer d'autres gaz à effet de serre, comme le méthane (CH4) notamment qui a un pouvoir réchauffant environ 21 fois plus important que le CO2 à court terme, mais qui disparaît plus vite que celui-ci. Une fuite conséquente dans une installation de méthanisation rendrait son bilan GES très négatif.
Quatre chercheurs américains du National Center for Atmospheric Research, et de la société Max-Planck pour le développement des sciences, rappellent en 1979 dans la revue Nature que la combustion de biomasse est rarement neutre : elle est une source importante de CO2, et d'autres gaz polluants (plus ou moins selon la quantité et le type de biomasse, et selon le type de combustion) : CO, N2O, NO, CH3Cl et COS.
La culture et la combustion d'une quantité excessive de biomasse peuvent à la fois affecter la biodiversité, les émissions de gaz à effet de serre et la couche d'ozone et émettre de nombreux autres polluants potentiels si le bois ou la biomasse brûlée étaient pollués par exemple par du sel, des pesticides, des métaux ou métalloïdes. Brûler de la biomasse (ou le bio gaz ou biocarburant qui en est extrait) peut « largement contribuer aux budgets de plusieurs gaz importants dans la chimie atmosphérique. Dans plusieurs cas, l’émission est comparable à la source technologique. La plupart des incendies ont lieu sous les tropiques à la saison sèche et sont causés par les activités de l'homme ».

## Risques technologiques et biologiques
La valorisation de la biomasse présente des risques industriels et biologiques.

### Explosions, incendies
Certains procédés, notamment associés à la production d'éthanol vert ou d'agrocarburants ou biocarburants sophistiqués (hydrogène vert, kérosène vert…) valorisant la biomasse ne sont pas intrinsèquement plus sûrs que leurs homologues valorisant les hydrocarbures fossiles. Ils impliquent la présence de gaz (ou plus en amont de poussières) susceptibles de produire une atmosphère inflammable ou explosive. La biomasse, composée de matière organique, peut en effet se décomposer et libérer du méthane ou des microparticules ou nanoparticules très inflammables. Les explosions de gaz ou de poussières peuvent être très violentes et causer des morts et dommages matériels importants, voire des morts. par exemple, en 2014, une usine allemande qui produisait du biogaz à partir de déchets agricoles a explosé à la suite d'une accumulation de méthane dans une zone de stockage. En 2008, la raffinerie Sugar Imperial aux États-Unis a explosé, tuant 14 personnes : de la poussière de sucre en suspension dans l’air dans la zone d’emballage avait pris feu).
Ce risque peut être réduit par une bonne maitrise des procédés de stockage et valorisation de la biomasse, avec notamment :
1. des systèmes et procédures efficaces de prévention[35], détection et extinction des incendies ;
2. une limitation de la quantité de biomasse stockée dans un même lieu ;
3. l'utilisation de barrières physiques empêchant la propagation des flammes ou des explosions en séries (par « effet domino »)[36].

### Risques d'emballement thermique
Cet emballement survient quand la température d'une réaction chimique augmente de façon incontrôlée, pouvant alors causer une rupture du réacteur et la libération de produits dangereux.
Une bonne compréhention et maitrise des réactions chimiques en jeu dans la valorisation de la biomasse permet de réduire ce risques, via notamment :
1. La modélisation des réactions chimiques et d'éventuels phénomènes de catalyses ou d'autocatalyse ;
2. Le développement de procédés alternatifs ou plus sûrs la gestion des phénomènes électrostatiques et autres risques d'étincelle ;
3. La recherche et développement visant de nouvelles méthodes d'évaluation et gestion du risque industriel[37] liés à la valorisation de la biomasse, par exemple basées sur la théorie des probabilités et permettent de mieux quantifier les risques[38].

## Risques sanitaires et environnementaux
Sans précautions adaptées, le tri des déchets organiques et la manipulation de biomasse en putréfaction (excréments et cadavres animaux notamment) peuvent exposer à des odeurs, gaz et lixiviats toxiques ou très polluants (nitrates, phosphates, sels), ainsi qu'à des microbes ou à despullulations problématiques d'espèces opportunistes (rats, mouches).

## Comparaison des usages
Évaluer les différentes formes de valorisation nécessite de comparer les usages, ce qui suppose de mettre en place des méthodes d'évaluation et de traçabilité des filières intégrées.
La mise en place de la traçabilité en agroalimentaire fait l'objet de règlementations (notamment dans l'Union européenne). Elle est encouragée par des normes (ISO 22000).
La traçabilité permet également de réduire les risques, donc les coûts indirects pour la collectivité.

### Gains en valeur carbone
La valeur de la tonne de carbone en 2006 est de l'ordre de grandeur de 100 euros. La valeur marchande de la tonne d'équivalent CO2 est très volatile : elle dépend (entre autres) du prix du pétrole, des décisions politiques de Bruxelles (nombre de quotas, politique énergétique à long terme de l'UE) et de la spéculation. Au 13 mars 2008, la tonne d'équivalent CO2 valait 22 euros. En 2014, elle vaut environ 5 euros.
Voir : Bilan carbone

### Comparaison de filières
Pour fiabiliser ces évaluations, il est souhaitable de :
- mieux identifier les agents économiques des filières concernées ;
- mettre en œuvre les projets industriels correspondants, sous la responsabilité d'un ensemblier, qui connaît les parties prenantes, les étapes de la filière (production, transport...), le mode projet (cahiers des charges…), les contraintes (sécurité, législation, normalisation…) ;
- tendre vers des filières intégrées ;
- effectuer des calculs de rentabilité économique, en évaluant les actifs engagés (création de valeur).

## Soutien à cette filière énergétique
Dans le monde, de nombreux programmes soutiennent ou ont soutenu les filières biomasse énergie.
En Europe, l'Union européenne, pour limiter le dérèglement climatique, a promu la biomasse comme source d'énergie renouvelable. La directive sur les énergies renouvelables (2009) impose aux États membres qu'au moins 20 % du total de leur consommation d'énergie soit d'origine renouvelable, avant 2020. Depuis 2009, les fonds européens affectés à la biomasse-énergie ont plus que doublé (passant de 1,6 milliard d'euros pour 2007-2013 à 3,4 milliards pour 2014-2020. Cette croissance, note la cour des comptes européenne (en 2018), peut entraîner une croissance des taux de certains polluants de l'air émis. L'Agence européenne pour l'environnement a aussi noté que les politiques climatiques peuvent contredire celles en faveur de la qualité de l'air, si la biomasse est brûlée dans des installations qui polluent l'air, avec des effets nocifs sur la santé humaine.
En France, un plan biocarburant soutient depuis les années 2000-2010 les agrocarburants (biogazole + bioéthanol surtout basés sur le colza, le tournesol, la betterave et les céréales) et la filière bois. Les agrocarburant de seconde génération et biocarburant de 3e génération peinent cependant encore à décoller : voie sèche (thermochimique BTL) ou humide (éthanol). Une stratégie nationale de mobilisation de la biomasse (publiée le 26 février 2018) vise à augmenter la quantité de biomasse collectée, en générant le moins d'effets collatéraux négatifs possibles sur la biodiversité, les paysages et d'autres filières dépendantes de la même ressource.